# Metropolia del Montenegro e del Litorale
La metropolia del Montenegro e del Litorale (in serbo e montenegrino: Митрополија црногорско-приморска/Mitropolija crnogorsko-primorska) è un'eparchia (diocesi) della Chiesa ortodossa serba, la più grande di quelle comprese nel territorio del Montenegro. Fondata nel 1219 da San Sava come eparchia di Zeta, ha continuato a esistere senza interruzioni fino al tempo presente, rimanendo una delle diocesi più importanti della Chiesa serba. L'attuale metropolita è il vescovo Joanikije Mićović.

## Storia

### Fondazione e primo periodo (1219–1346)
Nel 1219, dopo aver ottenuto l'autocefalia dal Patriarcato ecumenico di Costantinopoli e la conferma dall'imperatore bizantino, Sava della dinastia Nemanjić, primo arcivescovo dell'autocefala Chiesa ortodossa serba, organizzò il territorio sotto la propria giurisdizione ecclesiastica in nove eparchie. Una di queste fu l'eparchia di Zeta (comprendente la metà meridionale dell'attuale Montenegro e il nord dell'attuale Albania). La sede del vescovo di Zeta fu posta a Prevlaka, presso il Monastero di San Michele Arcangelo (vicino l'attuale Teodo), e il suo primo vescovo fu Ilarion, discepolo di san Sava.

### Elevazione a metropolia sotto il Patriarcato (1346–1496)

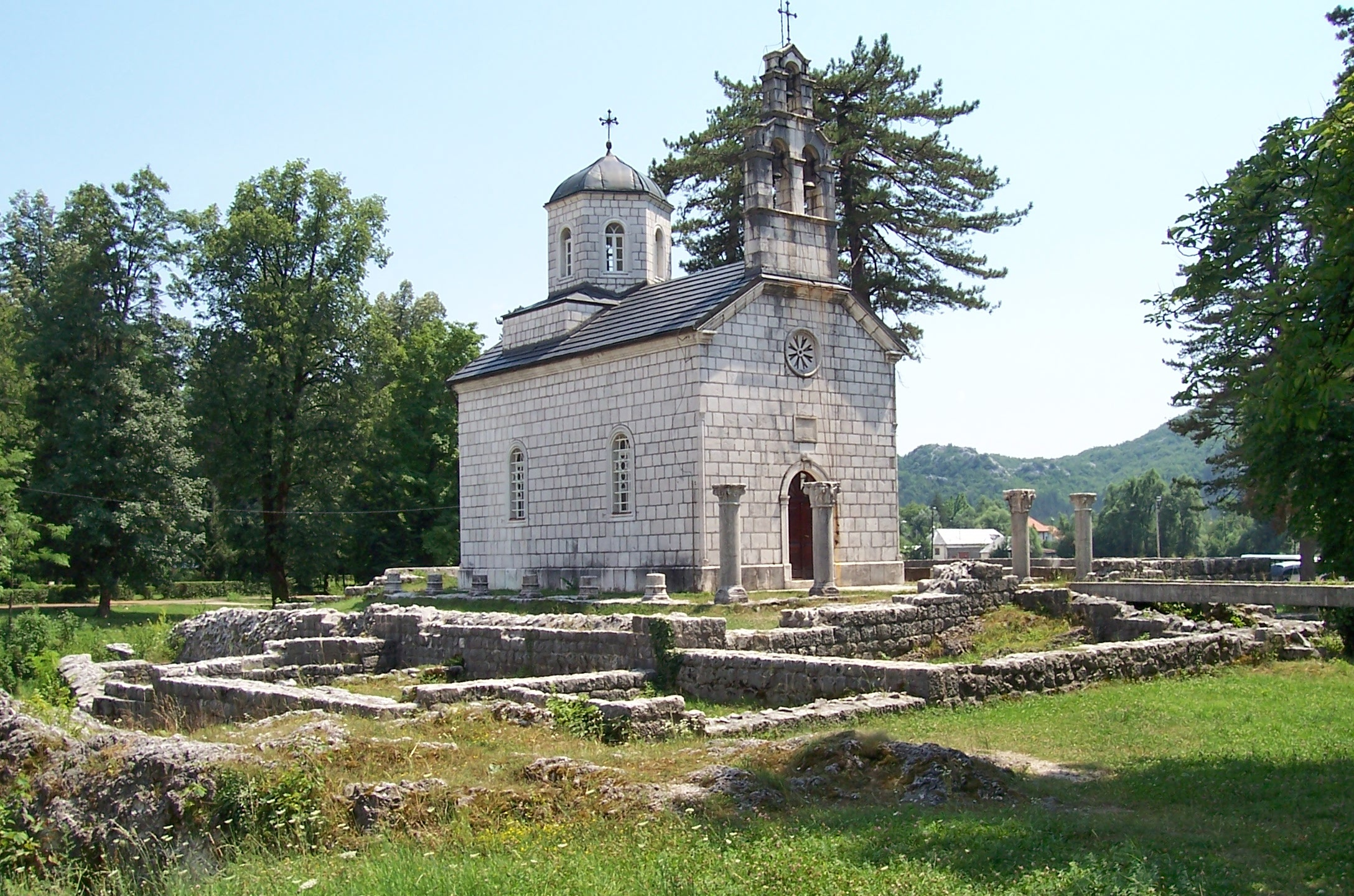
Resti dell'originale monastero di Cettigne con la nuova cappella

Quando fu proclamato il patriarcato serbo di Peć nel 1346, l'eparchia di Zeta fu tra le varie diocesi che vennero elevate al rango onorario di metropolia per decreto dell'Assemblea comune di Stato e Chiesa convocata a Skopje dall'imperatore serbo Stefan Dušan.

Dopo la dissoluzione dell'Impero serbo nel 1371, la Zeta fu governata dal casato dei Balšići e nel 1421 fu integrata nel Despotato di Serbia. Sempre in questo periodo, la Repubblica di Venezia conquistò gradualmente le regioni costiere della Zeta, comprese le città di Cattaro, Budua, Antivari e Dulcigno. L'avanzata veneziana comportò conseguenze dirette per la metropolia di Zeta: nel 1452 i veneziani distrussero il monastero di Prevlaka per facilitare il loro progetto di progressiva conversione dei locali fedeli ortodossi al cattolicesimo. Da allora, la metropolia cambiò sede diverse volte, trasferendosi prima nel monastero di San Marco di Budua, poi nel monastero di Ostros, nel monastero di San Nicola di Vranjina (isola nel lago di Scutari), nel monastero di San Nicola di Obod (l'attuale Rijeka Crnojevića) e infine a Cettigne, dove il principe Ivan Crnojević di Zeta fece costruire il monastero di Cettigne nel 1484.

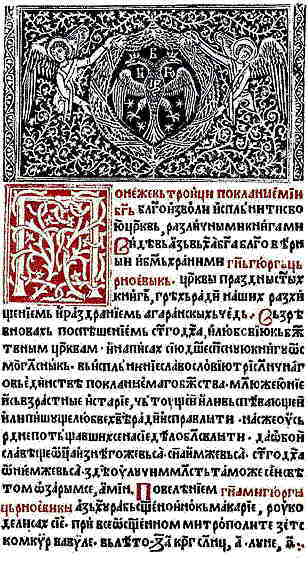
L'Octoechos di Cettigne (1494)

Dalla fine del XV secolo, le aree montuose della Zeta divennero note in serbo-croato come Crna Gora (cirillico: Црна Гора), ossia Montagna Nera, da cui "Montenegro". Nel 1493, il figlio e successore di Ivan, il principe Đurađ Crnojević (1490-1496), stabilì una stamperia a Cettigne, gestita da Makarije Ieromonaco, che produsse il primo libro stampato in tutte le terre slave meridionali: si trattava dell'Octoechos di Cettigne, una traduzione serbo-slavonica dall'originale greco di un libro liturgico ancora oggi in uso nei riti quotidiani della locale Chiesa ortodossa. Nel 1496, tutta la Zeta cadde sotto il dominio ottomano.

### Dominazione ottomana (1496–1697)
Dopo il 1496, l'eparchia di Cettigne (divenuta ormai la sua sede definitiva), così come le altre diocesi della Chiesa ortodossa serba, continuò a esistere sotto il nuovo governo ottomano. Aveva giurisdizione diocesana sulla vecchia Zeta, ora nota come Vecchio Montenegro, estendendosi sui territori compresi tra Bjelopavlići e Podgorica fino al fiume Bojana e comprendendo anche alcuni territori dell'Erzegovina tra Grahovo e Čevo.
Durante il XVI e il XVII secolo, i vescovi di Cettigne, divenuti signori de facto del Montenegro, condussero una resistenza armata contro i turchi in diverse occasioni con un discreto successo e, sebbene gli ottomani controllassero nominalmente sul Sangiaccato del Montenegro, le zone montuose del Montenegro non furono mai del tutto assoggettate. Per sostenere la loro lotta armata, i Montenegrini si allearono spesso con i veneziani. All'inizio del XVII secolo, la resistenza montenegrina affrontò e sconfisse le truppe ottomane in due importanti battaglie presso Lješkopolje (nel 1603 e nel 1613) sotto il comando del metropolita Rufim Njeguš. L'intero territorio della metropolia fu devastato durante la guerra di Morea e nel 1692 il vecchio monastero di Cettigne fu distrutto.

### Principato vescovile (1697-1852)

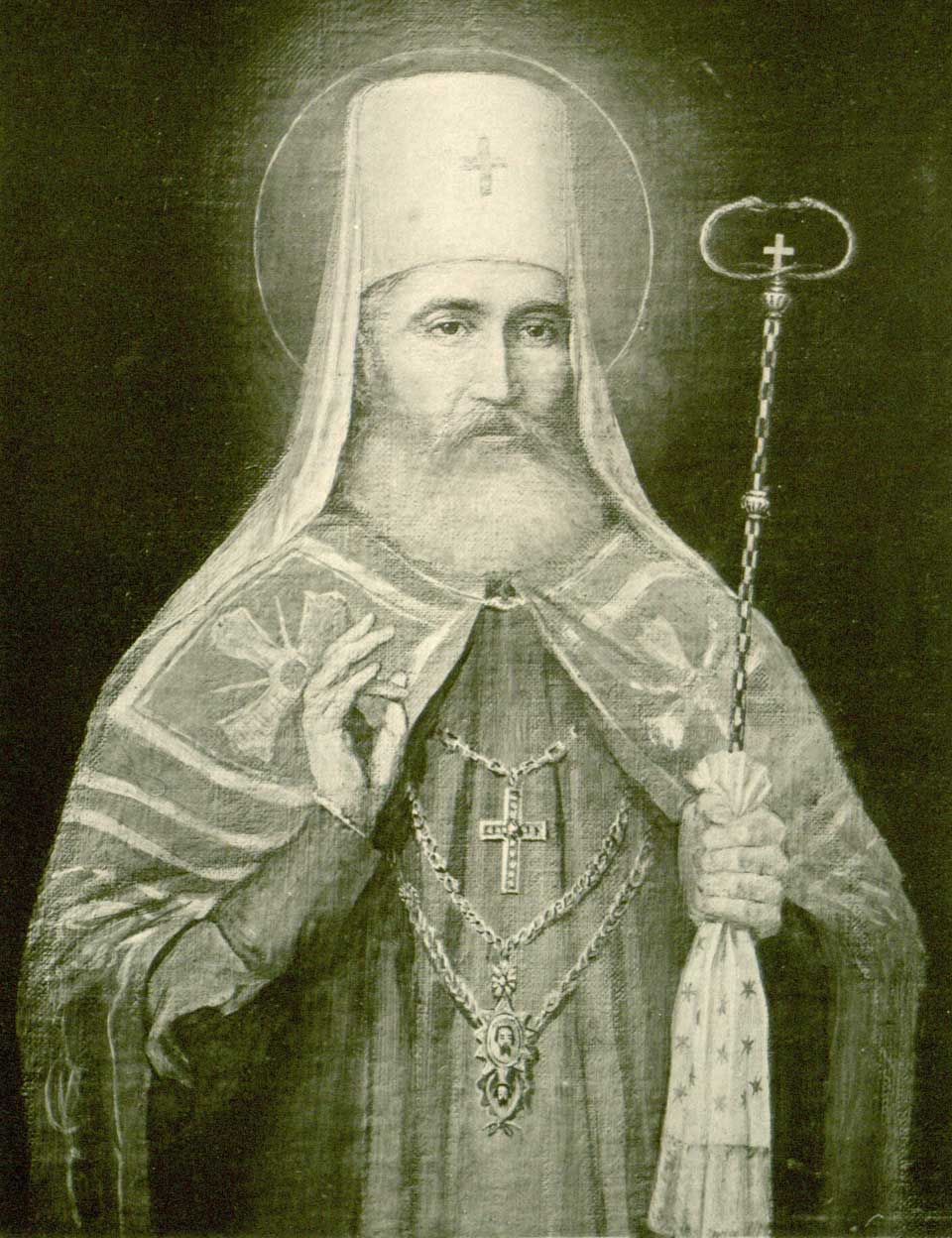
Il metropolita Petar I, canonizzato come Pietro di Cettigne

Nel 1697 fu eletto nuovo metropolita Danilo Petrović-Njegoš (1697-1735), capostipite di una lunga serie di vescovi provenienti dalla famiglia Petrović-Njegoš che resero l'eparchia di fatto ereditaria per un secolo e mezzo. Il metropolita Danilo, figura estremamente carismatica e rispettata sia come guida religiosa che come capo politico, riuscì a concentrare su di sé sia il potere spirituale sia quello temporale, istituendo una ierocrazia. Egli divenne il primo principe vescovo del Vecchio Montenegro e continuò a opporsi all'Impero ottomano e a mantenere i tradizionali legami con la Repubblica di Venezia. Stabilì inoltre un legame diretto con l'Impero russo, dal quale ricevette aiuti finanziari e protezione politica.
I successori Sava II (1735-1750, 1766-1781) e Vasilije (1750-1766) portarono avanti la medesima politica, mantenendosi in equilibrio tra le influenze ottomane, veneziane e russe. Dopo il breve mandato di Arsenije Plamenac (1781-1784), diverse nuove politiche furono introdotte dal metropolita Petar I (1784-1830), che diede inizio all'unificazione tra il Vecchio Montenegro e la Brda, processo che fu completato da suo successore Petar II Petrović-Njegoš (1830-1851). A differenza di tutti i suoi predecessori, che furono ordinati dall'esarca della Chiesa serba (il patriarca di Peć, fino al 1766, poi il metropolita di Karlovci nella monarchia asburgica), Petar II ricevette la consacrazione dal Santissimo Sinodo della Chiesa ortodossa russa nel 1833, dando inizio a una consuetudine che proseguì fino al 1885. Grande riformatore dell'amministrazione dello Stato, Petar II gettò le fondamenta per la separazione tra potere temporale e spirituale, che fu pienamente implementata dopo la sua morte dal suo successore Danilo Petrović-Njegoš, che si proclamò principe del Montenegro, rinunciando al ruolo spirituale di metropolita del Montenegro.

### Sotto la monarchia montenegrina (1852–1918)

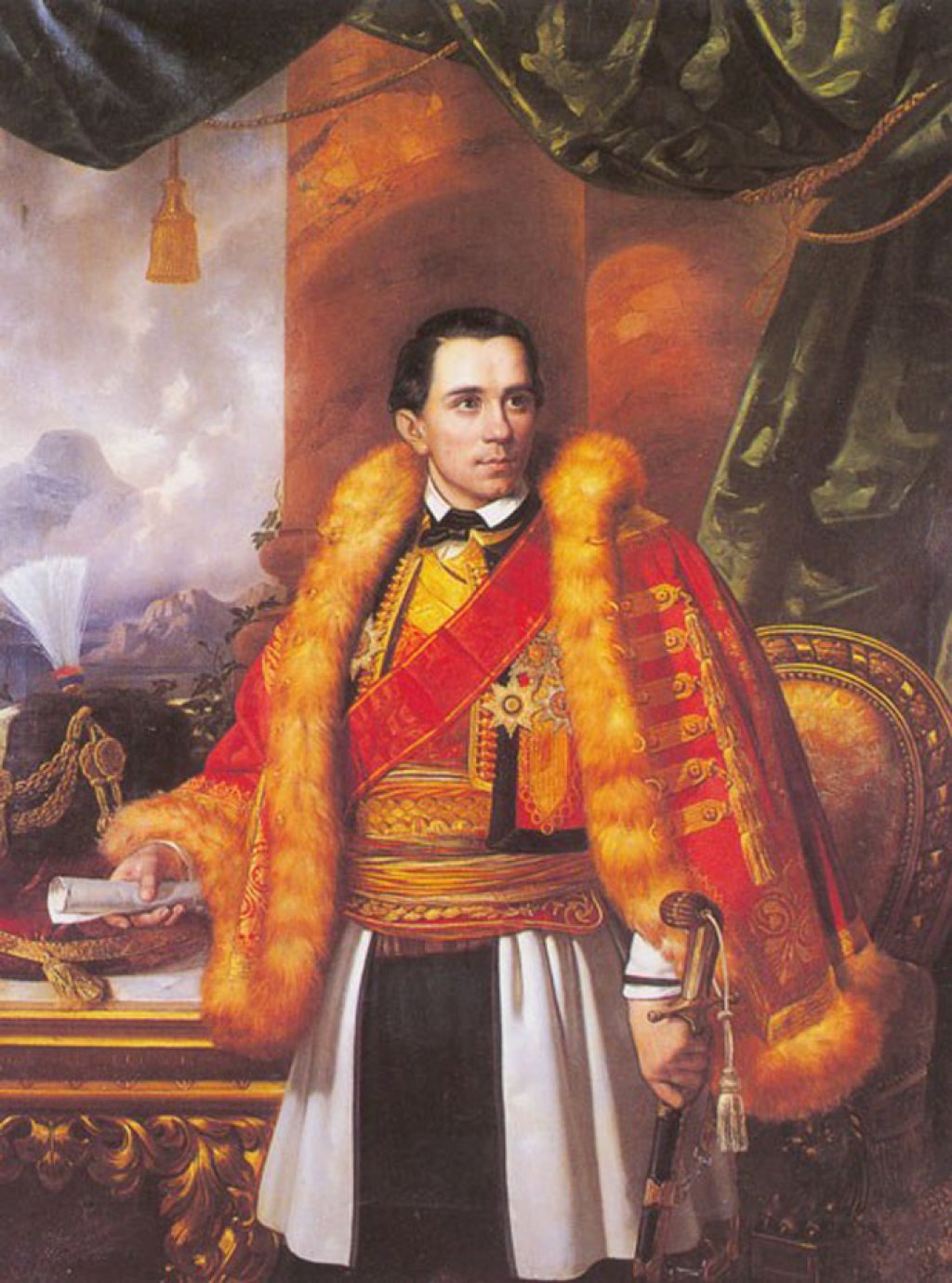
Danilo Petrović Njegoš, ultimo principe vescovo e primo principe secolare del Montenegro

Il principe Danilo I (1852-1860) riorganizzò lo Stato montenegrino e modernizzò l'amministrazione diocesana dell'eparchia, il cui primo leader esclusivamente spirituale fu Nikanor Ivanović, eletto nel 1858. Nikanor fu poi deposto ed esiliato nel 1860 dal nuovo principe Nicola I (1860-1918) che pose l'amministrazione ecclesiastica sotto stretto controllo dello Stato. Nel 1878 il Principato del Montenegro fu riconosciuto come uno stato indipendente dalla comunità internazionale e il suo territorio fu espanso con l'annessione della Vecchia Erzegovina e di altre aree limitrofe. I nuovi territori, fino ad allora parte della metropolia dell'Erzegovina con sede a Mostar (all'epoca ancora sotto il controllo ottomano), furono riorganizzati in una nuova diocesi, l'eparchia della Zaclumia e della Rascia, con sede a Nikšić. Una comune provincia ecclesiastica non fu creata fino al 1904, durante l'episcopato di Mitrofan Ban (1884-1920), quando fu istituito un Santo Sinodo, formato dai due vescovi del territorio montenegrino, che non fu tuttavia convocato fino al 1908 a causa della lunga sede vacante di Nikšić.
Durante il lungo regno del principe e (dal 1910) re Nicola I, sostenitore della chiesa ortodossa serba, una delle crescenti aspirazioni del suo governo fu non solo l'ottenimento per la propria dinastia del trono di Serbia, ma anche la restaurazione dell'antico patriarcato serbo-ortodosso di Peć. In occasione dell'elevazione del Montenegro a regno nel 1910, il primo ministro montenegrino, Lazar Tomanović, affermò: "La metropolia di Cettigne è l'unica tra le sedi episcopali di San Sava che si è preservata senza interruzioni fino a oggi, e perciò ne costituisce il legittimo trono in quanto discendente del Patriarcato di Peć". Queste aspirazioni furono rafforzate dopo la liberazione di Peć durante la vittoriosa campagna di espansione del territorio del Montenegro del 1912. L'anno successivo le nuove regioni annesse furono scorporate dall'eparchia di Zaclumia e Rascia per creare la nuova eparchia di Peć. Questa nuova diocesi entrò nel Santo Sinodo montenegrino, adesso composto da tre vescovi.

### In Jugoslavia (1918–2006)

#### Periodo monarchico e seconda guerra mondiale (1918–1944)
Al termine della prima guerra mondiale, il Regno del Montenegro fu unito al Regno di Serbia il 26 novembre 1918 per decreto della neoeletta Assemblea di Podgorica, nella quale, a seguito di un discutibile processo di selezione dei candidati, i Bianchi unionisti superarono numericamente i Verdi, che erano a favore della preservazione dello stato montenegrino. Poco dopo, il 1º dicembre dello stesso anno, venne creato il Regno dei Serbi, Croati e Sloveni, poi noto dal 1929 come Regno di Jugoslavia. L'unificazione politica e nazionale fu portata avanti dalla dinastia Karađorđević, che aveva prevalso sui Petrović–Njegoš, esiliandoli, nella lunga rivalità per il controllo del territorio montenegrino e del trono di Serbia.
L'unificazione politica fu seguita dall'unificazione di tutte le giurisdizioni ortodosse all'interno dei confini del nuovo stato. La decisione di includere le diocesi del Montenegro nel processo di unione ecclesiastica fu presa il 29 dicembre 1918 dal Santo Sinodo, composto dai tre vescovi montenegrini Mitrofan Ban di Cettigne, Kirilo Mitrović di Nikšić e Gavrilo Dožić di Peć. In quel giorno il Sinodo, riunito a Cettigne, accettò all'unanimità la seguente dichiarazione: "L'indipendente Santa Chiesa serbo-ortodossa nel Montenegro si unirà con l'autocefala Chiesa ortodossa nel Regno di Serbia". L'anno successivo ebbe inizio l'effettivo processo di unificazione ecclesiastica. Tra il 24 e il 28 maggio 1919, si tenne a Belgrado una conferenza di tutti i vescovi ortodossi del nuovo stato, presieduta dal metropolita Mitrofan Ban del Montenegro, che fu anche eletto presidente del nuovo Sinodo Centrale. Sotto la sua guida, il Sinodo preparò la proclamazione finale dell'unificazione della Chiesa, promulgata il 12 settembre 1920. La creazione di una Chiesa ortodossa serba unita fu confermata anche dal re Alessandro I.
All'anziano metropolita Mitrofan succedette nell'autunno 1920 Gavrilo Dožić. Nel 1931 seguendo le disposizioni della nuova costituzione della Chiesa ortodossa serba, l'eparchia di Zaclumia e Rascia fu abolita e il suo territorio fu incorporato sotto la giurisdizione di Cettigne. Allo stesso modo, fu abolita l'eparchia di Cattaro e Ragusa e i suoi ex-territori attorno alle Bocche di Cattaro furono uniti all'eparchia montenegrina, che assunse la denominazione di metropolia del Montenegro e del Litorale. Nel 1938 il metropolita Gavrilo fu eletto patriarca serbo e venne sostituito nella sede montenegrina da Joanikije Lipovac.

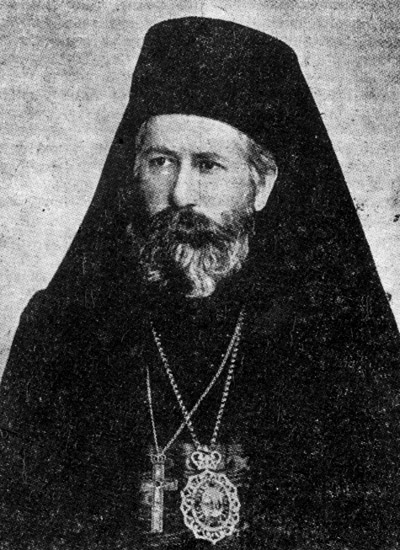
Il metropolita Joanikije Lipovac, giustiziato dai partigiani jugoslavi come collaboratore degli occupanti nazi-fascisti. È stato riconosciuto come ieromartire dalla Chiesa ortodossa serba e canonizzato nel 2001

Durante la seconda guerra mondiale, la Jugoslavia fu occupata dalle potenze dell'Asse nel 1941 e il territorio montenegrino fu riorganizzato nel governatorato italiano del Montenegro (1941-1943), seguito dall'occupazione tedesca del Montenegro (1943-1944). La metropolia fu gravemente danneggiata dall'occupazione e più di cento tra sacerdoti e altri membri del clero persero la vita nel conflitto. Durante questo periodo, il fascista montenegrino Sekula Drljević tentò di ristabilire un Regno del Montenegro indipendente come stato satellite dell'Italia fascista e della Germania nazista, ma il suo progetto naufragò per mancanza di sostegno popolare, e anzi i suoi tentativi furono apertamente contrastati dall'insurrezione del 13 luglio 1941, che ebbe il supporto di fazioni provenienti dall'intero spettro politico. Il metropolita Joanikije tuttavia collaborò da vicino con diversi movimenti di estrema destra (come i cetnici) e si propose più volte come mediatore per conto degli ufficiali italiani e tedeschi del Montenegro occupato, attirandosi l'ostilità dei partigiani jugoslavi di sinistra. Per questo nel 1944, quando i comunisti jugoslavi presero il potere, cercò fuggire dal paese, ma fu arrestato e giustiziato senza processo nel 1945. Nel 2001, fu canonizzato come ieromartire dalla Chiesa ortodossa serba.

#### Periodo comunista e dissoluzione della Jugoslavia (1944–2006)
Sotto il Jugoslavia comunista (1944-1992), con la rinascita di una Repubblica montenegrina distinta e separata da quella serba, la metropolia subì una costante repressione da parte del nuovo regime, specialmente nei suoi primi anni. Il governo comunista esercitava pressioni dirette sul clero per eliminare ogni forma di anticomunismo e molte proprietà ecclesiastiche furono confiscate, alcune in accordo le nuove disposizioni legali, altre illegalmente o con la forza. Molte chiese e anche alcuni monasteri minori furono chiusi e le loro strutture convertite in stazioni di polizia o magazzini. Nel 1954, il metropolita Arsenije Bradvarević (1947-1960) fu arrestato, processato e condannato come nemico del regime; fu incarcerato fino al 1958 e tenuto agli arresti domiciliari fino alla sua morte nel 1960. Gli succedette Danilo Dajković (1961-1990), le cui attività furono allo stesso modo strettamente monitorate dalle autorità statali. Tra il 1970 e il 1972, il regime comunista demolì la chiesa del monte Lovćen, dedicata a San Pietro di Cettigne, e convertì la tomba del metropolita Petar II Petrović-Njegoš in un mausoleo secolare.
Nel 1990, Amfilohije Radović fu eletto nuovo metropolita. A quel punto, il regime comunista in Jugoslavia stava collassando e nello stesso anno si tennero le prime elezioni democratiche in Montenegro. Nel 1992 fu costituita la Repubblica Federale di Jugoslavia, formata da Montenegro e Serbia. Con la nuova costituzione del Montenegro, la libertà di culto venne ripristinata. A questi cambiamenti politici seguì un periodo di rinascita per la Chiesa. Il numero di preti, monaci e suore, così come il numero dei fedeli, aumentò notevolmente e molti monasteri e chiese parrocchiali furono ricostruiti o riaperti: dai soli 10 monasteri con circa 20 fra monaci e suore del 1991, si è passati ai 30 monasteri attivi con oltre 160 monaci e suore odierni; il numero di parroci è passato dai 20 del 1991 agli oltre 60 attuali. Nel 2001, l'amministrazione diocesana del territorio è stata riorganizzata e alcune regioni settentrionali e orientali sono state separate dalla metropolia per costituire la nuova eparchia di Budimlja e Nikšić.

### Dall'indipendenza del Montenegro (2006–oggi)

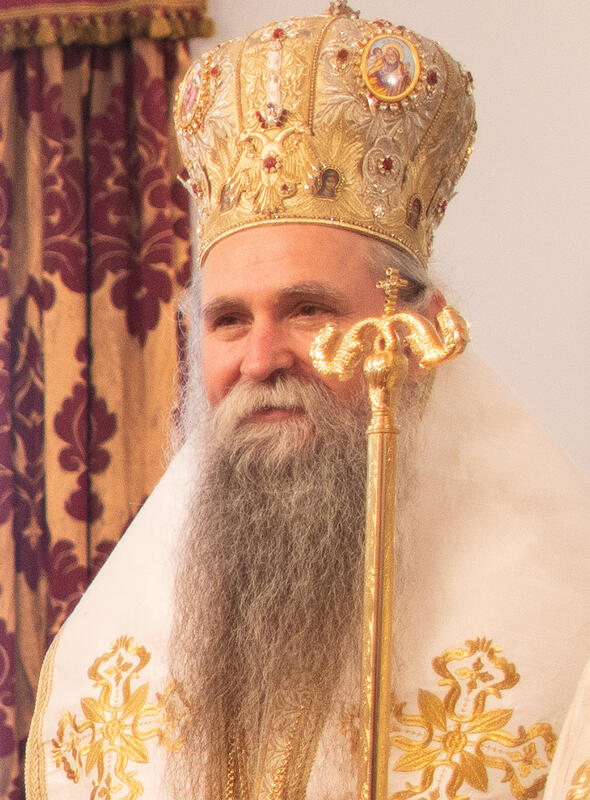
Joanikije Mićović, attuale metropolita

Nel maggio del 2006 si tenne un referendum per l'indipendenza, a seguito del quale il Montenegro divenne uno stato sovrano. Al contempo, il consiglio dei vescovi della Chiesa ortodossa serba decise di creare un consiglio dei vescovi regionale per il Montenegro, formato dai vescovi delle diocesi insistenti sul territorio del nuovo stato montenegrino, presieduto dal metropolita del Montenegro e del Litorale. Nell'autunno del 2007, dato il deteriorarsi delle condizioni di salute dell'anziano patriarca serbo Pavle Stojčević, il metropolita Amflohije fu nominato amministratore del trono patriarcale dal Santo Sinodo della Chiesa ortodossa serba, posizione che mantenne anche dopo la morte di Pavle (avvenuta nel 2009) fino all'elezione del nuovo patriarca Irinej Gavrilović nel 2010.
Dall'indipendenza del Montenegro nel 2006, i rapporti tra le autorità statali e la metropolia si sono progressivamente complicati. Il forte sostegno all'unionismo serbo-montenegrino del metropolita Amfilohije e di molti membri del clero diocesano, infatti, ha portato la metropolia a essere percepita come oppositrice della neoproclamata indipendenza del Montenegro e ha fatto spesso assumere alle dispute tra Stato e Chiesa una forte connotazione politica. In risposta alle spinte unioniste della metropolia, un gruppo di fedeli montenegrini, già nel 1993, creò la Chiesa ortodossa montenegrina (autoproclamatasi autocefala), che non è tuttavia mai stata riconosciuta come canonica.
Nel 2019, le relazioni con lo Stato si deteriorarono ulteriormente quando le autorità proposero una nuova legge sulle organizzazioni religiose, la quale venne interpretata dalla Chiesa ortodossa serba come un tentativo di confiscare le proprietà ecclesiastiche. Seguirono numerose e prolungate manifestazioni molto partecipate in supporto della metropolia che si protrassero fino alle elezioni dell'agosto 2020, nelle quali il Partito Democratico dei Socialisti del Montenegro, che aveva proposto la legge, è stato sconfitto.
Il 5 settembre 2021, il nuovo vescovo della diocesi, Joanikije Mićović, che era già amministratore della metropolia dal 30 ottobre 2020, è stato insediato al monastero di Cettigne dal patriarca serbo Porfirije Perić. L'intenzione della Chiesa serba di tenere la cerimonia nello storico monastero dell'antica capitale montenegrina esacerbò le tensioni politiche e religiose nel paese e generò violente proteste in città.

## Cronotassi di vescovi e metropoliti

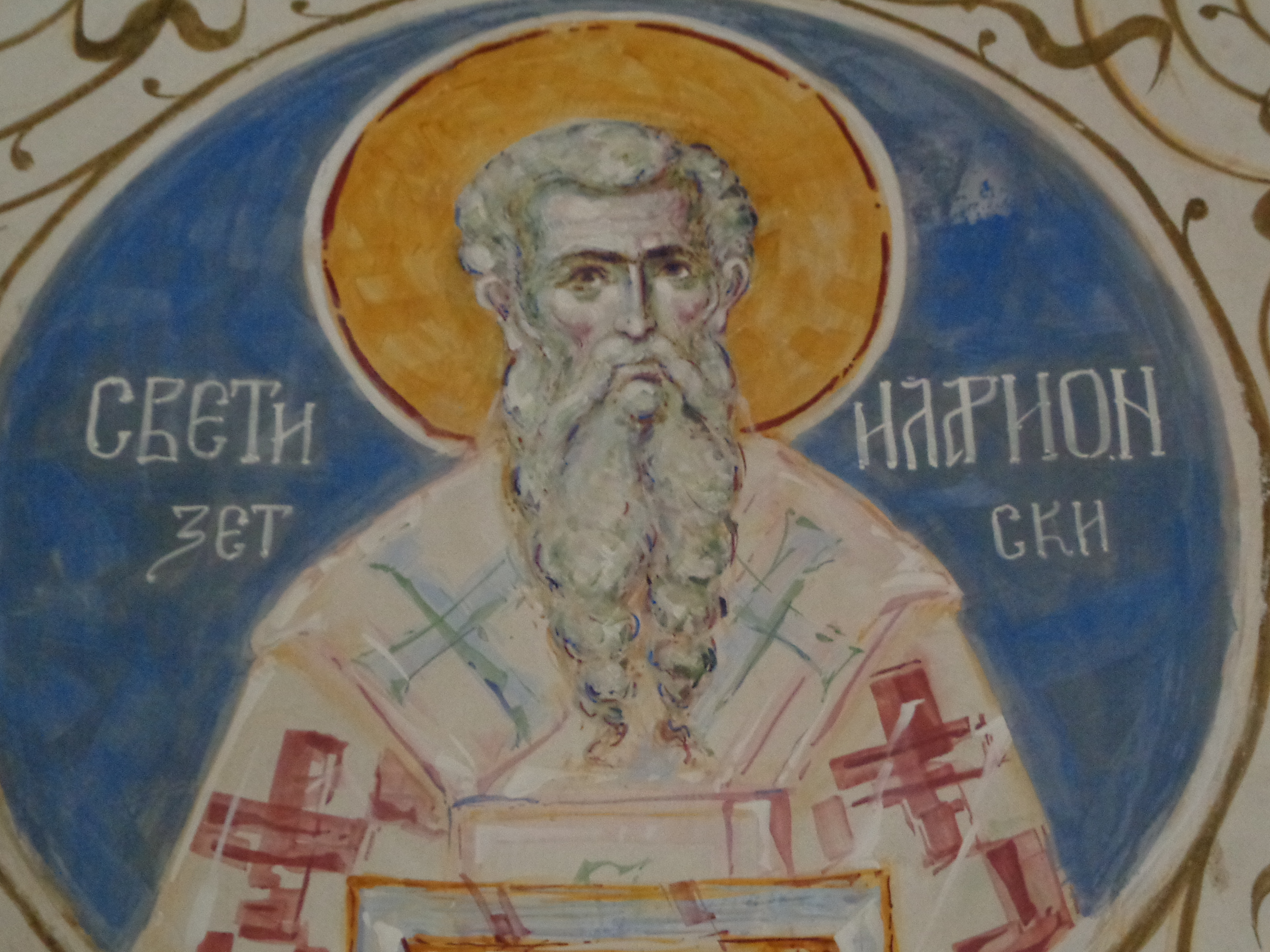
Ilarion Šišojević, primo vescovo di Zeta

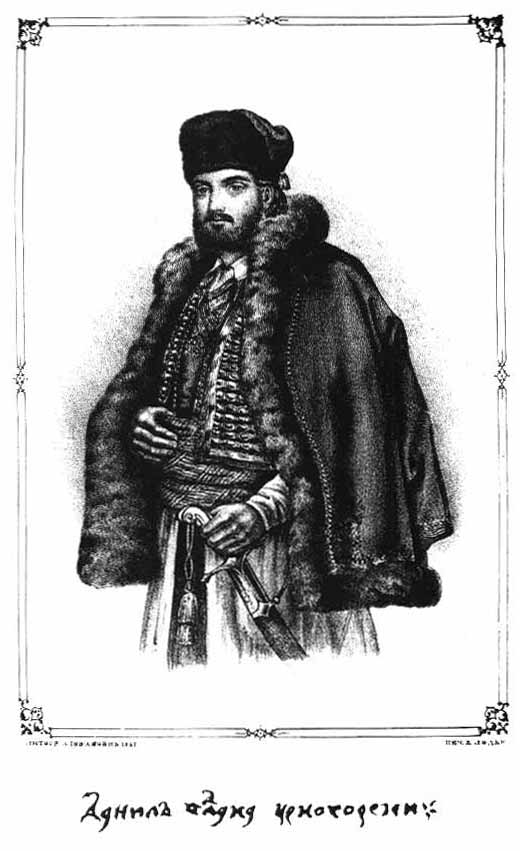
Danilo I Šćepčev Petrović-Njegoš, primo principe vescovo del Montenegro

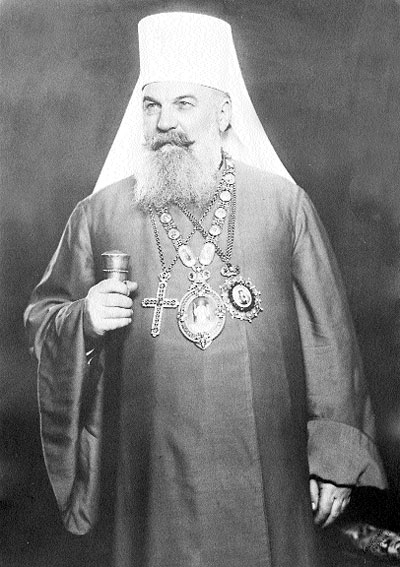
Il metropolita Gavrilo Dožić, poi divenuto patriarca serbo

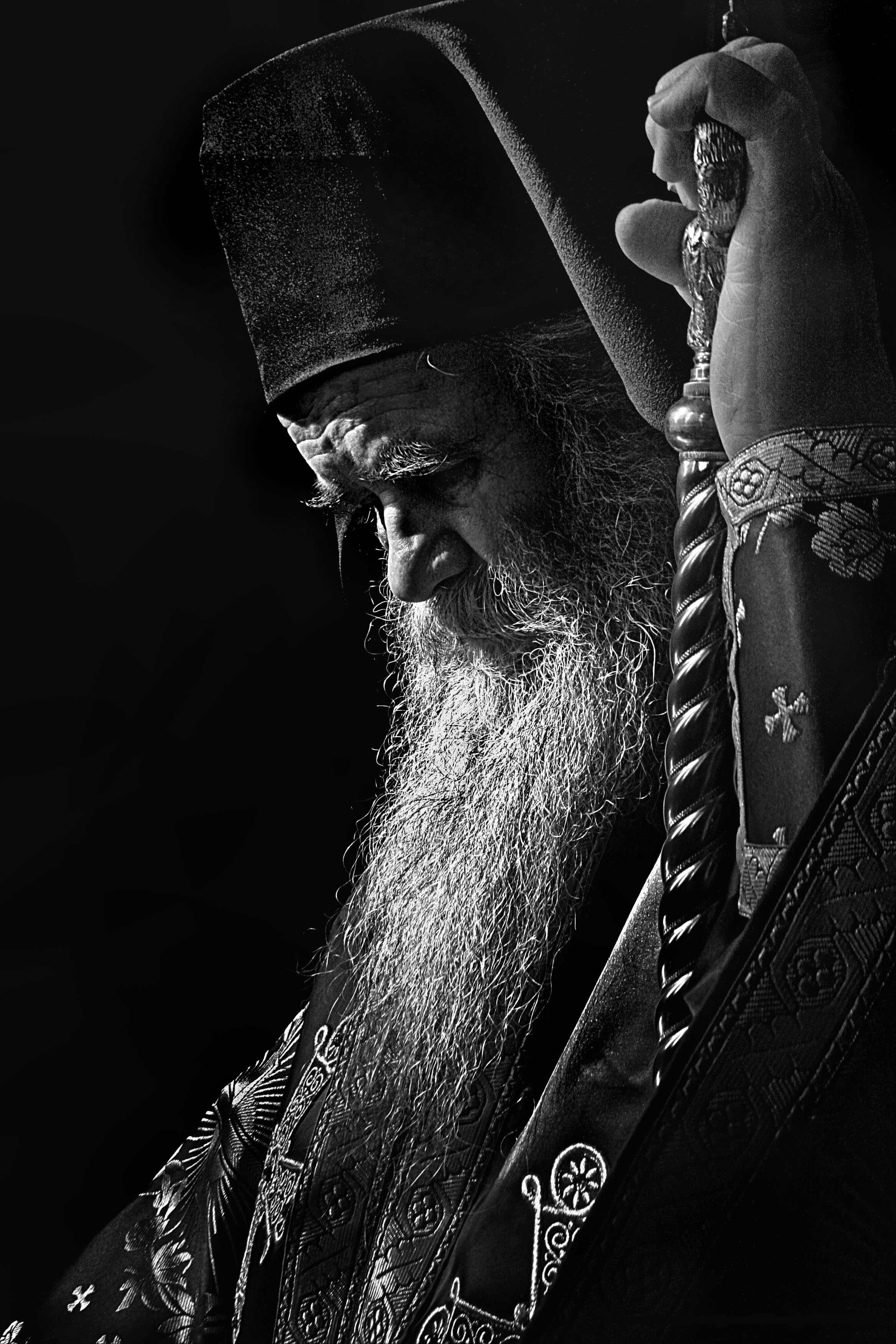
Il metropolita Amfilohije Radović, morto nel 2020 durante la pandemia di COVID-19

### Vescovi di Zeta
- Ilarion I † (1220 - 1242 deceduto)
- German I † (1242 - 1250)
- Neofit † (1250 - 1270)
- Jevstatije † (1270 - 1279 eletto arcivescovo serbo)
- Jovan † (1279 - 1286)
- German II † (1286 - 1292)
- Mihailo I † (1293 - 1305)
- Andrija † (1305 - 1319)
- Mihailo II † (1319)

### Metropoliti di Zeta
- David I † (1391 - 1396)
- Arsenije I † (1396 - 1417)
- David II † (1417 - 1435)
- Jeftimije † (1434 - 1446)
- Teodosije † (dopo il 1446)
- Josif † (1453)
- Visarion I † (1482 - 1485)
- Pahomije I † (1491 - 1493)
- Vavila † (1493 - 1495)
- Roman † (1496)

### Metropoliti di Cettigne
- German III † (1496 - 1520)
- Pavle † (1520 - 1530)
- Vasilije I † (1530 - 1532)
- Romil I † (1532 - 1540)
- Nikodim † (1540)
- Rufim I † (1540 - 1550)
- Makarije † (1550 - 1558)
- Dionisije † (1558)
- Romil II † (1558 - 1561)
- Rufim II † (1551 - 1569)
- Pahomije II † (1569 - 1579)
- Gerasim † (1575 - 1582)
- Venijamin † (1582 - 1591)
- Nikanor I e Stevan † (1591 - 1593)
- Rufm III † (1593 - 1636 deceduto)
- Mardarije † (1637 - 1659 deceduto)
- Rufim IV † (1673 - 1685 deceduto)
- Vasilije II † (1685)
- Visarion II † (1685 - 1692)
- Sava I † (1694 - 1697 deceduto)

### Principi vescovi del Montenegro
- Danilo I † (1697 - 1735 deceduto)
- Sava II † (1735 - 1781 deceduto)
  - Vasilije III † (principe vescovo associato, 1750 - 1766 deceduto)
- Arsenije II † (1781 - 1784 deceduto)
- Petar I † (1784 - 1830 deceduto)
- Petar II † (1830 - 1851 deceduto)
- Danilo II † (1851 - 1852 divenuto principe del Montenegro)

### Metropoliti del Montenegro
- Nikanor II † (1858 - 1860 deceduto)
- Ilarion II † (1860 - 1882 deceduto)
- Visarion III † (1882 - 1884 deceduto)
- Mitrofan † (1884 - 1920 deceduto)

### Metropoliti del Montenegro e del Litorale
- Gavrilo † (1920 - 1938 eletto patriarca serbo)
- Joanikije I † (1940 - 1945 deceduto)
- Arsenije III † (1947 - 1960 nominato vescovo di Buda)
- Danilo III † (1961 - 1990 ritirato)
- Amfilohije † (1990 - 2020 deceduto)
- Joanikije II dal 2020

## Vescovi ausiliari

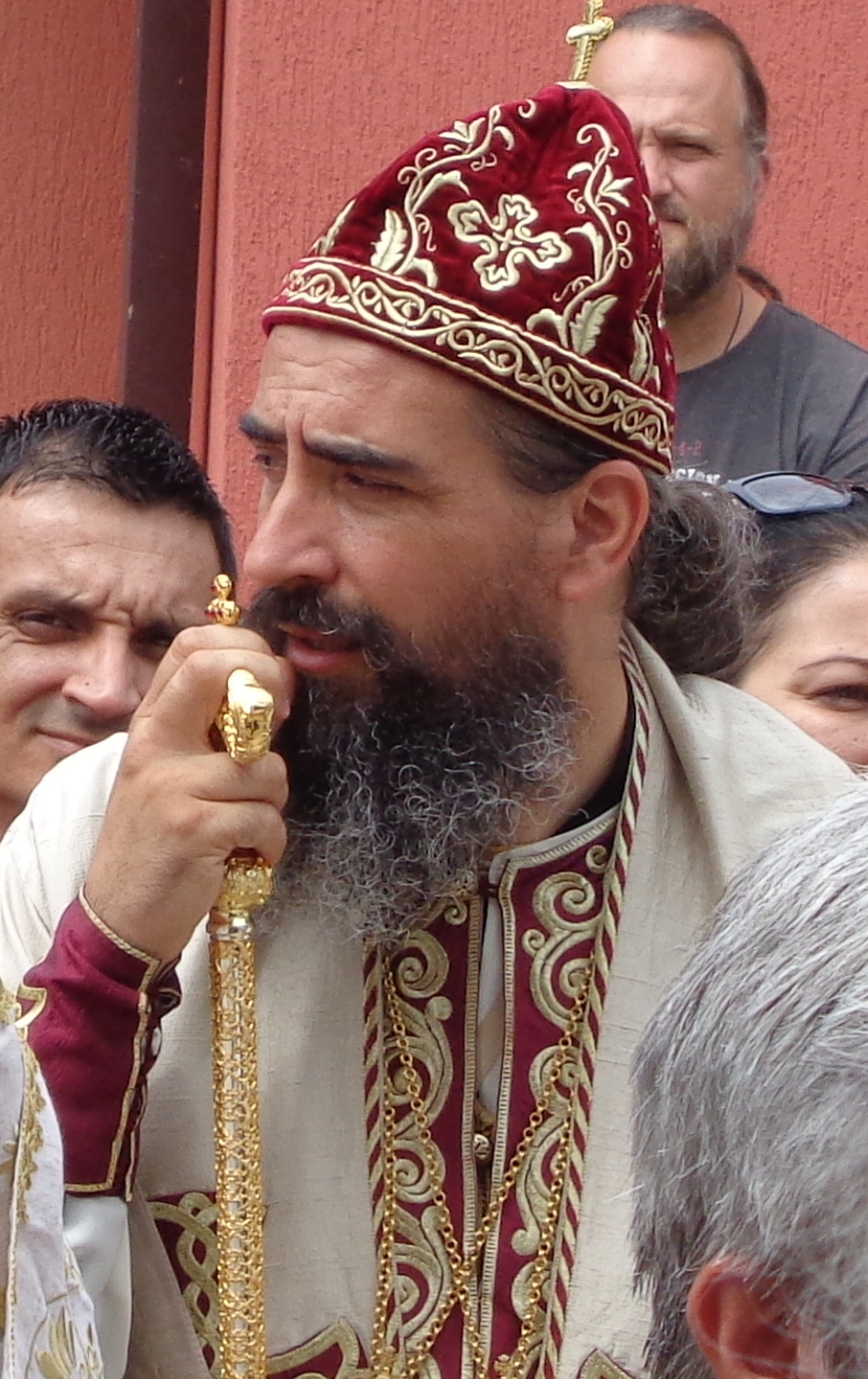
Metodije Ostojić, vescovo ausiliare di Dioclea fino al 2021

Date le dimensioni e l'importanza dell'eparchia, i metropoliti del Montenegro hanno sovente fatto uso di un vescovo ausiliare per assisterli nella gestione diocesana. Questo vescovo è solito portare il titolo di un'antica sede episcopale montenegrina non più esistente: fino al 2001 il titolo era quello di "vescovo di Budimlja", poi, in seguito alla restaurazione dell'eparchia di Budimlja e Nikšić, si passò al titolo di "vescovo di Dioclea".

### Vescovi ausiliari di Budimlja
- Nikolaj Jovanović † (1938 - 1939)
- Joanikije Lipovac † (1939 - 1940 nominato metropolita del Montenegro e del Litorale)
- Valerijan Stefanović † (1941 - 1947 nominato vescovo della Šumadija)
- Andrej Frušić † (1959 - 1961 nominato vescovo di Banja Luka)
- Joanikije Mićović (1999 - 2001 nominato vescovo di Budimlja e Nikšić)

### Vescovi ausiliari di Dioclea
- Jovan Purić (2004 - 2011 nominato vescovo di Niš)
- Kirilo Bojović (2016 - 2018 nominato vescovo di Buenos Aires)
- Metodije Ostojić (2018 - 2021 nominato vescovo di Budimlja e Nikšić)
- Pajsije Đerković (2024 - in carica)

## Monasteri

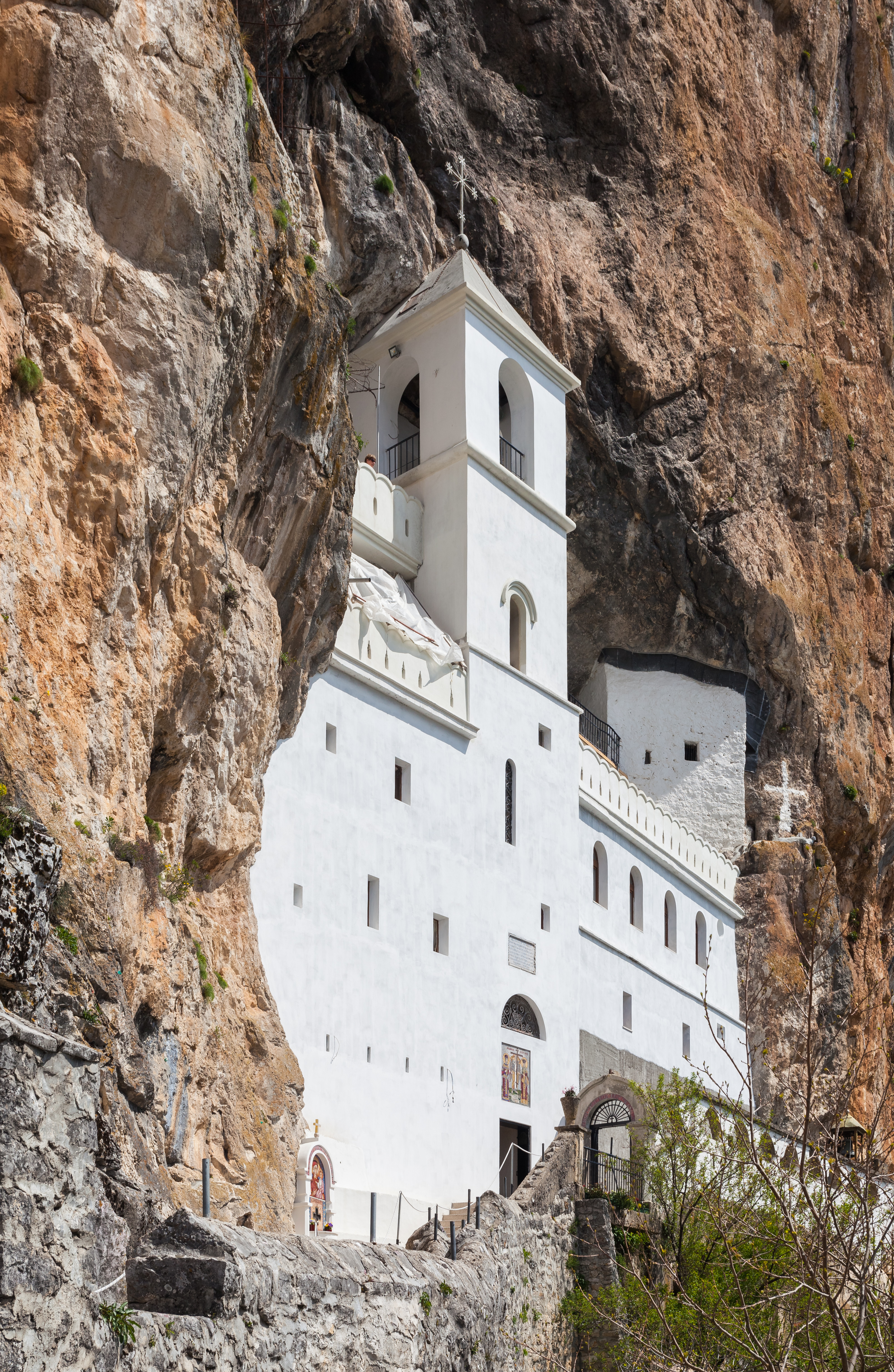
Il monastero di Ostrog

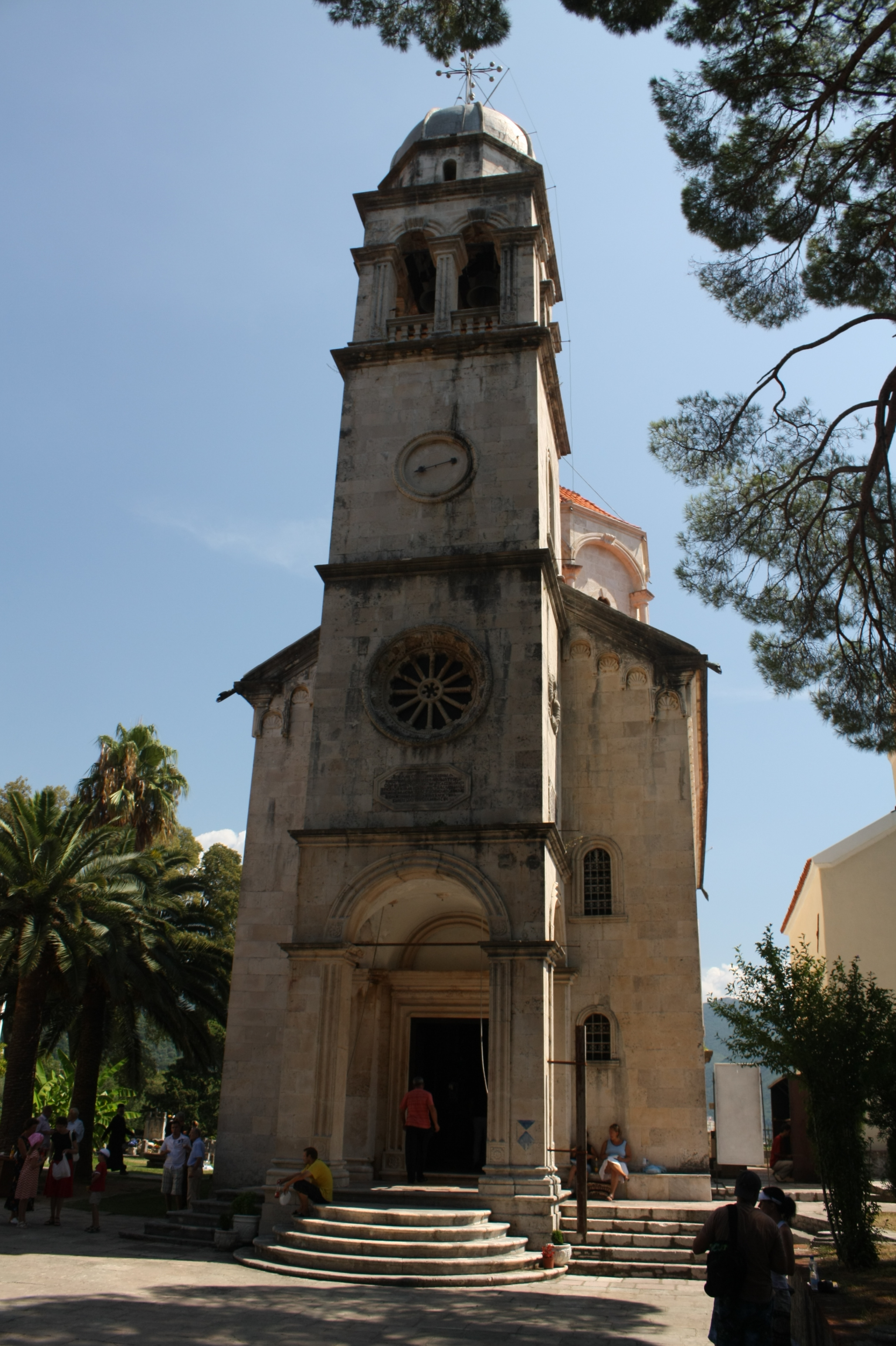
Il monastero di San Sava

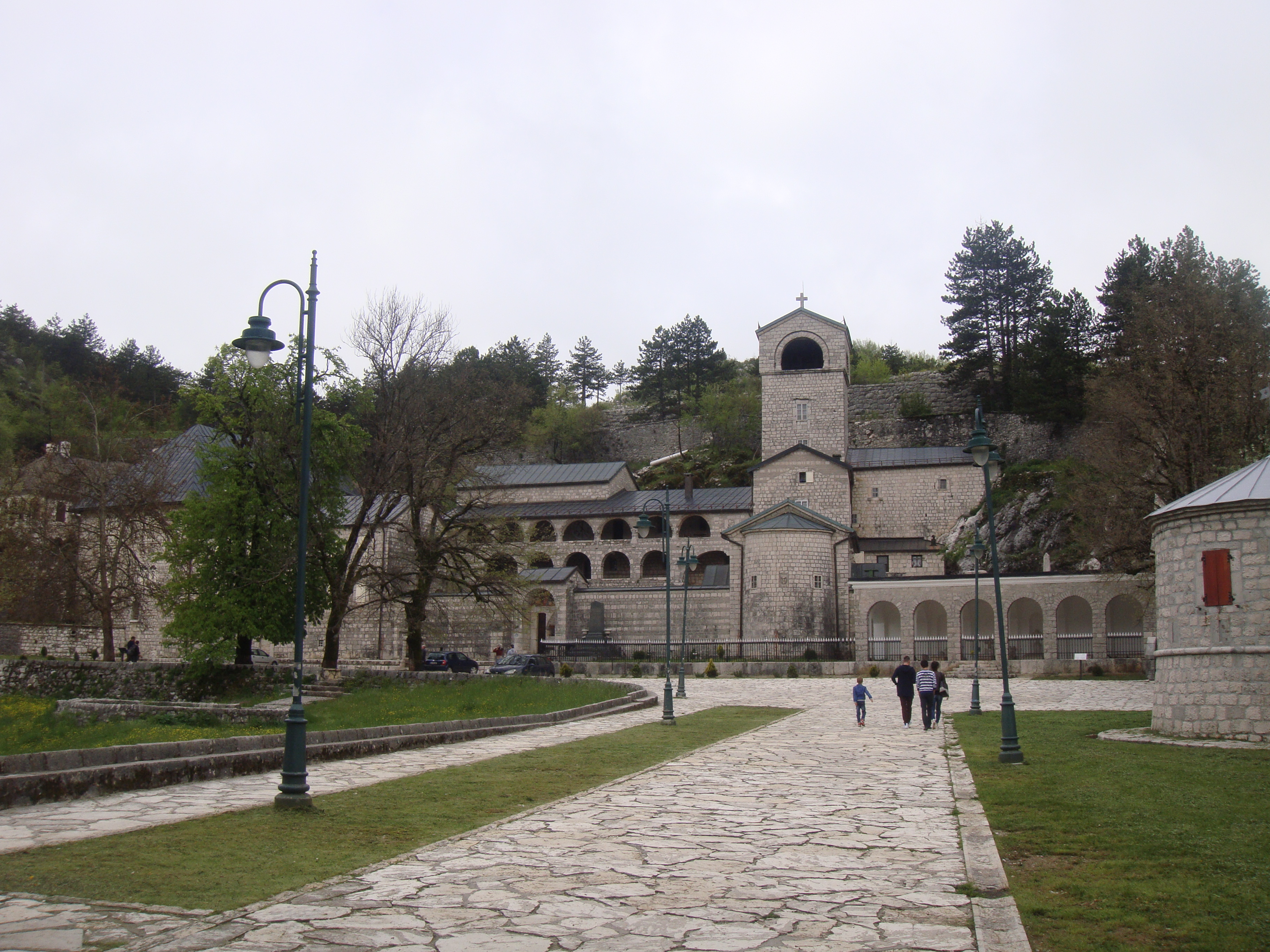
Il monastero di Cettigne, sede della metropolia

L'eparchia comprende i seguenti monasteri:
- monastero di Banja
- monastero di Beška
- monastero di Bijelići
- monastero di Bjeloševići
- monastero di Briska Gora
- monastero di Bunovići
- monastero di Cettigne
- monastero di Ćelija Piperska
- monastero del Ćirilovac
- monastero di Dajbabe
- monastero di Dobrska Ćelija
- monastero di Donji Brčeli
- monastero di Duga Moračka
- monastero di Duljevo
- monastero di Gornji Brčeli
- monastero di Gostilje
- monastero di Gradište
- monastero di Kom
- monastero di Kosmač
- monastero di Mikulići
- monastero di Morača
- monastero di Moračnik
- monastero di Obod
- monastero di Ograđenica
- monastero di Orahovo
- monastero di Ostrog
- monastero di Ostros
- monastero di Pelev Brijeg
- monastero di Podlastva
- monastero di Podmaine
- monastero di Podostrog
- monastero della Praskvica
- monastero di Rečine
- monastero di Reževići
- monastero del Ribnjak
- monastero di Rustovo
- monastero di San Michele Arcangelo
- monastero di San Sava
- monastero della Santa Trasfigurazione
- monastero Stanjevići
- monastero di Stara Varoš
- monastero di Starčeva Gorica
- monastero di Tophana
- monastero di Vojnići
- monastero di Vranjina
- monastero di Zlatica
- monastero di Žanjica
- monastero di Ždrebaonik